# Prštice
Prštice (deutsch Pürschitz, früher Pürschütz) ist eine Gemeinde in Tschechien. Sie liegt sieben Kilometer östlich von Ivančice und gehört zum Okres Brno-venkov.

## Geographie
Radostice befindet sich linksseitig über dem Tal der Šatava am Übergang der Bobravská vrchovina zur Thaya-Schwarza-Talsenke. Das Dorf liegt am Rande des Naturparks Bobrava.
Nordöstlich erhebt sich der Líchy (346 m), im Süden die Horka (321 m), westlich die Horka (316 m), südwestlich die Babí hora (351 m) und Bukovina (385 m), im Nordwesten der Teplý kopec (438 m). Westlich des Dorfes verläuft die Bahnstrecke Hrušovany nad Jevišovkou–Brno durch den Wald, die nächste Bahnstation ist Silůvky.
Nachbarorte sind Radostice im Norden, Nebovidy im Nordosten, Ořechovičky, Ořechov und Tikovice im Osten, Syrovice und Bratčice im Südosten, Silůvky im Süden, Moravské Bránice und Ivančice im Südwesten, Hlína im Westen sowie Neslovice im Nordwesten.

## Geschichte
Archäologische Funde von Knochenresten und Werkzeugen belegen eine Besiedlung der Ortsfluren in der Jungsteinzeit und Bronzezeit. Bei der Anlegung des Tunnels Velký Prštický wurden Mammutzähne aufgefunden.
Die erste schriftliche Erwähnung von Pirschicz erfolgte 1289 in der Rudíkover Urkunde des Zisterzienserinnenklosters „Vallis Sanctae Mariae“ in Oslavany. Das Dorf gehörte jedoch nicht zum Klosterbesitz, sondern war Sitz des Vladikegeschlechts Nižata, die auch die Feste erbauten. Legenden zufolge soll auf der Horka eine heidnische Burgstätte gestanden sein. Nach den Nižata wechselten sich verschiedene andere Vladikengeschlechter als Besitzer ab, die auch anderweitige Güter besaßen und für die Verwaltung von Prštice Burggrafen bestellten. Die Feste verfiel in dieser Zeit und wurde zum Wohnsitz für den Gutsverwalter und Lagerhaus umgewandelt. Seit dem 14. Jahrhundert ist das benachbarte Dorf Modřičky nachweisbar. Es lag wahrscheinlich nordwestlich von Prštice an der Šatava und wurde 1432 beim Einfall Herzog Albrechts V. zerstört. Seine Fluren kam später zu Prštice. Zwischen 1535 und 1552 gehörte das Gut Prštice Jiří Žabka von Limberg, der mit dem Erwerb der Besitzungen des erloschenen Klosters Rosa Coeli seine Güter bedeutend vergrößerte. Nachfolgende Besitzer waren die Černohorský von Boskowitz, die Grafen von Thurn, von 1672 bis 1732 die Želecký von Počenice und nachfolgend die Dietrichsteiner. Gepfarrt war das Dorf zur Kirche St. Georg in Tikovice. Schulort war ebenfalls Tikovice.
Nach der Aufhebung der Patrimonialherrschaften bildete Prštice ab 1850 eine Gemeinde in der Bezirkshauptmannschaft Brünn. In den 1860er Jahren erfolgte nördlich des Dorfes der Tunnelbau für die Bahnstrecke Hrušovany nad Jevišovkou–Střelice, bei dem erstmals Dynamit verwendet wurde. 1870 ging die Strecke in Betrieb. In der zweiten Hälfte des 19. Jahrhunderts entstand in Prštice eine eigene Dorfschule. 1921 wurde die Gemeinde dem Okres Brno-venkov zugeordnet. Zwischen 1948 und 1960 gehörte Prštice zum Okres Brno-okolí. Nach dessen Aufhebung kam Prštice zum Okres Brno-venkov zurück. Der Sitzungsraum des Gemeinderates im Schloss wurde ab 1995 auch für katholische Gottesdienste genutzt, da die Friedhofskapelle dafür ungeeignet war. Ab 1999 sammelten die etwa 80 Katholiken 253.717 Kronen für den Neubau einer Kapelle, der im Jahre 2002 begann, nachdem die Gemeindevertretung im Haushalt einen Anteil von 1.168.063 Kronen eingestellt hatte. Die 2002 neu gewählte Gemeindevertretung stellte die Unterstützung für den Kapellenbau ein, so dass die Arbeiten bis 2005 ruhten. Im Jahre 2006 wurde die neue Kapelle geweiht.

## Gemeindegliederung
Für die Gemeinde Prštice sind keine Ortsteile ausgewiesen.

## Sehenswürdigkeiten
- Kapelle des hl. Johannes von Nepomuk, erbaut in den Jahren 2002 und 2005–2006 über dem Dorf als Ersatz für eine kleine Friedhofskapelle. Der dreijährige Baustopp entstand nach der Neuwahl der Gemeindevertretung, die keine weiteren Mittel zum Fortbau bewilligte. Durch Einwohner und Sponsoren wurden schließlich die Gelder für den Weiterbau aufgebracht.
- Kapellchen des hl. Johannes
- Glockenturm
- Schloss Prštice, das Renaissanceschloss entstand im 16. Jahrhundert anstelle der Feste für die Grafen von Thurn. Unter den Herren von Dietrichstein erfolgte zwischen 1750 und 1760 nach Plänen von Christian Alexander Oedtl der Umbau zu einem barocken Sommersitz mit Park und großer Gärtnerei. Neben dem Schloss bestand ein Wirtschaftshof mit Brauerei. Seine heutige Gestalt erhielt das Schloss beim Wiederaufbau nach dem Brand von 1808. Es diente danach bis 1919 als Sitz der Gutverwaltung und Wohnsitz der herrschaftlichen Beamten. 1925 wurde das Schloss verstaatlicht. 1947 kaufte die Gemeinde Prštice das Objekt.
- Teich Fialska, nordwestlich an der Šatava
- Naturpark Bobrava, westlich und nördlich des Ortes
- Eisenbahntunnel Velký Prštický und Malý Prštický, nördlich des Dorfes bei der Bahnstation Radostice im Wald. Beide Tunnel mit einer Länge von 85 bzw. 322 m wurden in den 1860er Jahren unter der Leitung der Oberingenieurs A. Köstlin und M. Pischof[2] als erste in der k.u.k. Monarchie unter Verwendung von Dynamit anstelle des herkömmlichen Schießpulvers vorgetrieben. Sie wurden für einen zweigleisigen Betrieb konzipiert, ein zweites Gleis ist jedoch nie verlegt worden. Die Tunnelportale wurden aus Bruchstein gemauert. Bei Instandsetzungsarbeiten erfolgte in den 1970er Jahren die Verlegung des Gleises in die Tunnelmitte.

## Persönlichkeiten
- Viktor Kamil Jeřábek (1859–1946), der Schriftsteller wirkte von 1887 bis 1906 als Lehrer in Prštice. Sein Roman Počestná obec Valčice handelt von Prštice.